# 賈馬爾·麥格羅
賈馬爾·丹恩·麥格羅（英語：Jamaal Dane Magloire，1978年5月21日—）是加拿大前職業籃球運動員，目前擔任多倫多暴龍隊的籃球發展顧問和社區大使。他在2000年NBA選秀中以第19順位被夏洛特黃蜂選中。他在NBA打了12個賽季，曾效力夏洛特/新奧爾良黃蜂隊、密爾瓦基公鹿隊、波特蘭拓荒者隊、新澤西籃網隊、達拉斯小牛隊、邁阿密熱火隊和多倫多暴龍隊。
麥格羅的生涯顛峰年在2003-04賽季，該季他82場全勤，場均13.6分，每場10.3個籃板。在東區缺少優質中鋒的狀況下，使他入選了當季的全明星赛，成為NBA歷史上第二位加拿大全明星球員（第一位為史蒂夫·納什）。

## 外部連結
- Jamaal Magloire （页面存档备份，存于） 於basketball-reference的資料